# Новоорловский заказник
Новоорловский заказник (ранее Новоорловский (Ново-Орловский) лесопарк) —  лесопарк на северо-западе Санкт-Петербурга в Приморском районе. С 25 августа 2015 года — государственный природный заказник регионального значения.
В лесном массиве лесопарка преобладает сосна.

## География
Расположен в исторических районах Шувалово и Коломяги, к западу от Суздальских озёр и к востоку от Шуваловского и Орловского карьеров.
В юго-западной части лесопарка расположены садоводство ГП «Госрезерв» и СНТ «Светлана», с юга к нему примыкает асфальтобетонный завод № 1. По северной границе лесопарка протекает река Каменка, а через его центральную часть проходят Заповедная улица и промышленная ветка железной дороги.
К востоку от лесопарка расположены станция Шувалово и платформа Озерки Октябрьской железной дороги.

## Флора
Преобладающая порода — сосна обыкновенная (90 %), имеются посадки берёзы, клёна, дуба, спиреи, калины, снежноягодника и др.